# Nevesinje
Nevesinje (cyr. Невесиње) – miasto w Bośni i Hercegowinie, w Republice Serbskiej, siedziba gminy Nevesinje. W 2013 roku liczyło 5000 mieszkańców.

## Geografia
Nevesinje położone jest w Hercegowinie, na obszarze Nevesinjskiego polja, na wysokości 900 m n.p.m., 41 km na południowy wschód od Mostaru.
Miejscowa gospodarka oparta jest na przemyśle drzewnym i spożywczym.

## Historia
Pierwsza historyczna wzmianka o Nevesinju pochodzi z XII wieku.
W czasach osmańskich miasto było siedzibą sądowego kadiliku. 9 czerwca 1875, w rejonie miasta, wybuchło powstanie antyosmańskie, które trwało w latach 1875–1878 (tzw. „Nevesinjska puška”). W latach 1881–1882 miało miejsce natomiast powstanie skierowane przeciwko nowej władzy austro-węgierskiej.
W trakcie II wojny światowej w mieście doszło do zbrodni ustaszy, których ofiarą padła ludność serbska. Serbowie wywołali powstanie przeciwko NDH. W jego wyniku Nevesinje stało się jedną z głównych siedzib czetników we wschodniej Hercegowinie.
W 1992 roku, podczas wojny w Bośni i Hercegowinie miasto zostało opanowane przez Republikę Serbską.